# ياغدبانثر
جاغدبانثر (بالألمانية: Jagdpanzer؛ بالإنجليزية: Jagdpanther) هي مدمِّرة دبّابات ألمانيّة خفيفة أنتجتها ألمانيا النازيّة خلال المراحل الأخيرة من الحرب العالميّة الثانية. قام تصميم هذه المُدمِّرة على شاسيه دبّابة بانثر الألمانيّة، وجمع بين تسليح وتدريع البانثر ومدفع عيار 8.8 ملم لدبّابة النمر 2 الألمانيّة.

## تاريخ
تم البدء بإنتاج مدمِّرة الدبّابات هذه عام 1944 بعدد لم يتجاوز 415 مدمِّرة عبر ثلاثة مُصنّعين، حيث شاركت بشكل متواضع في نهاية الحرب العالميّة الثانية. ولقد عانت هذه المُدمَّرة من الحالة العامة السيّئة لإنتاج المعدّات الألمانيّة والصيانة والتدريب في الجزء الأخير من الحرب، والذي أسفر عن أرقام إنتاج صغيرة ونقص في قطع الغيار.